# Camponotus scotti
Camponotus scotti é uma espécie de inseto do gênero Camponotus, pertencente à família Formicidae.